# ألجيرنون سيدني غيلبرت
ألجيرنون سيدني غيلبرت (بالإنجليزية: Algernon Sidney Gilbert)‏ هو مبشر أمريكي، ولد في 28 ديسمبر 1789 في نيو هيفن في الولايات المتحدة، وتوفي في 29 يونيو 1834 في مقاطعة كلاي في الولايات المتحدة.